# Donkey Kong: Jungle Climber
Donkey Kong: Jungle Climber (teilweise auch DK: Jungle Climber, japanisch ドンキーコング　ジャングルクライマ, übertragen in das Hepburn-System Donkī Kongu Janguru Kuraimā, in das Deutsche frei übersetzt als Dschungel Kletterer) ist ein 2D-Plattformspiel für den Nintendo DS.

## Spielmechanik

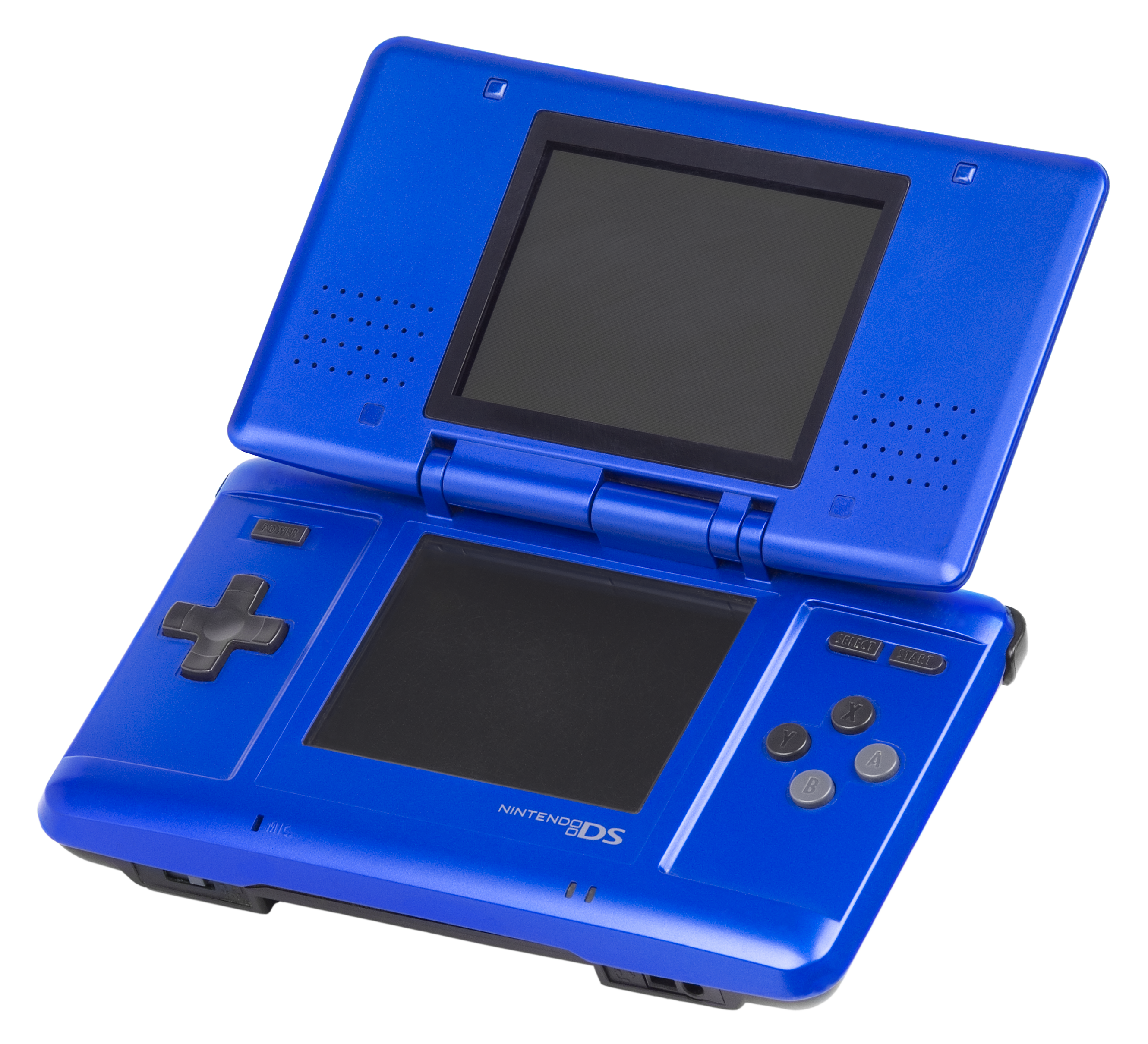
Der Nintendo DS, auf dem Donkey Kong: Jungle Climber ursprünglich erschien

Das Spiel ist in die Spielmodi Abenteuer und Minispiele eingeteilt.

### Abenteuer
Im Abenteuermodus ist die eigentliche Spielgeschichte spielbar: Cranky Kong und Donkey Kong entdecken auf einer Bergspitze eine vermeintliche Riesenbanane, welche sie zu verzehren gedenken. Als sie auf dem Berg ankommen, stellt sich jedoch heraus, dass es sich bei dem gesichteten Objekt nicht um eine Speisebanane handelt, sondern um Xenanab, eine außerirdische Lebensform in Form einer Banane. Da die Kongs diesen anfangs für einen Feind halten, zerstören sie dessen Raumschiff. Später stellt sich jedoch heraus, dass Xenanab rein mit freundlichen Absichten handelt und dass ihm von King K. Rool und dessen Untergebenen sogenannte Kristallbananen entwendet wurden, deren Macht K. Rool für seine Zwecke missbrauchen möchte. Da die Kongs die Verantwortung für den Schaden an Xenanabs Schiff tragen, ohne das dieser die Kristallbananen nicht zurückerlangen kann, bieten sie ihm ihre Hilfe bei der Wiederbeschaffen der Bananen an.
Das Spiel ist dabei in fünf Hauptwelten (Sonneninsel – Schatzinsel – Geisterinsel – Feuerfrostinsel – Säuleninsel) aufgeteilt, die wiederum jeweils aus mehreren Leveln bestehen. In diesen wird Donkey Kong sowohl von links nach rechts, als auch von unten nach oben bewegt. Zentral für die Bewegung durch die Level sind Halterungen – Griffe genannt –, an und von denen sich Donkey Kong festhalten und wieder abstoßen kann. Dies wird durch Drücken der L- und R-Taste des NDS erreicht: Mit der L-Taste wird die linke Hand gesteuert, mit der R-Taste die rechte. Betätigt man beide gleichzeitig, führt der am Boden stehende Donkey Kong einen Sprung aus, hängt er an einer Haltung, hält er sodann inne. Hält man sich nur mit einer Hand fest, schwingt Donkey Kong in die jeweilige Richtung im beziehungsweise gegen den Uhrzeigersinn. Dabei kann Donkey Kong durch Betätigen des A-Knopfes auch eine Angriffsattacke ausführen, mit der er höher springen und Gegner besiegen kann.
In jedem der Level können neben Bananen, Juwelen und KONG-Tafeln je ein Öl-Fass, eine sogenannte DK-Münze und fünf Bananenmünzen aufgesammelt werden:
Durch die Bananen – welche einzeln, in kleinen Stauden (entspricht fünf Einzelbananen) und in großen Stauden (entspricht zehn Einzelbananen) vorhanden sind – erhält man ein Extraleben, sobald der Zähler den Wert 100 erreicht hat. Für das Einsammeln von 100 Juwelen erlangt man einen sogenannten Kristallstern, von denen gleichzeitig maximal drei Stück getragen werden können. Aktiviert einen solchen Stern durch Betätigen des Sternsymbols, so kann Donkey Kong für eine Zeitspanne von acht Sekunden unverwundbar durch das Level schweben. Juwelen sind entweder in Geheimräumen versteckt oder werden von Gegnern fallengelassen, sobald ein solcher besiegt wird. Sie sind dabei in drei Varianten vorhanden: klein in grüner Farbe (entspricht dem Wert eins), mittel in blauer Farbe (entspricht dem Wert fünf) und groß in roter Farbe (entspricht dem Wert zehn). Von den sogenannten KONG-Tafeln wiederum sind jeweils vier Stück in jedem Level zu finden (K-O-N-G). Bei Einsammeln aller vier Tafeln wird ein Extraleben gutgeschrieben.
Die Öl-Fässer – deren Anzahl in den Spielwelten variiert – werden von Funky Kong benötigt, um sein Fliegerfass in der jeweiligen Spielwelt zu betanken: Drückt man auf der Übersichtskarte den X-Knopf, so gelangt man zu Funkys Flüge, von wo aus man – sofern man die benötigten Öl-Fässer pro Spielwelt eingesammelt hat – zu der der Spielwelt entsprechenden „kleinen“ Insel fliegen kann. Dort befindet sich ein zusätzliches Level, in dem alle üblichen Items eingesammelt werden können, mit Ausnahme der Öl-Fässer.
Die DK-Münzen schalten für eine gesammelte Anzahl von jeweils fünf Stück je einen spielinternen Cheat frei.
Donkey Kong wird in einigen Leveln, in denen DK-Fässer verteilt sind, zudem von Diddy Kong unterstützt. Öffnet man ein solches DK-Fass, erscheint Diddy Kong und klettert auf Donkey Kongs Rücken; führt man ihn bereits mit sich, so erhält man zehn Rubine in Form eines roten Rubins. Aktiv gesteuert werden kann Diddy Kong nicht, vielmehr besteht seine Fähigkeit zunächst daraus, bei einer doppelten Angriffsattacke weit nach oben zu springen und dadurch entfernte Gegner auszuschalten. Ferner kann er hochgelegene Ebenen erreichen, in denen er sich sodann parallel zu Donkey Kong bewegt und so verborgene Gegenstände einsammeln kann. Zudem gibt es in den Leveln immer wieder Gegenstände, die nur mit der Hilfe von Diddy Kong eingesetzt werden können: Den Hammer kann Diddy Kong durch seinen Schweif kreisförmig schwingen und damit Gegner ausschalten, versperrte Ebenen öffnen und sonst unzerstörbare Gegenstände beseitigen. Die Federn bestehen aus einer großen und einer kleinen Feder, die Diddy Kong in seiner rechten beziehungsweise linken Hand hält und die unabhängig voneinander gesteuert werden können. Mit diesen kann der Spieler durch das Level schweben und sonst unerreichbare Ebenen ansteuern. Mit der Lötlampe kann Diddy Kong durch einen Feuerstrahl an sich unzerstörbare Eis- und Schneeblöcke schmelzen und Gegner ausschalten. Alle diese Fähigkeiten sind nur eine bestimmte Zeitspanne lang einsetzbar und können durch die spielinternen Cheats verbessert werden. Letztlich kann Diddy Kong in Leveln die durch Nebel undurchsichtig sind eine Karte halten, auf der die Plattformen durch Schatten angezeigt werden.
In manchen Leveln sind zudem Bonusfässer vorhanden. Diese ähneln äußerlich denen aus Donkey Kong Country 2: Diddy’s Kong Quest und Donkey Kong Country 3: Dixie Kong’s Double Trouble!, die Aufgabe besteht jedoch in Donkey Kong: Jungle Climber darin, von oben herabfallende Bananen mit einem Fass aufzufangen, wobei die Größe des Fasses am Anfang des Bonusfasses per Zufall bestimmt wird. Die gefangenen Bananen werden gutgeschrieben und ergeben bei einer Anzahl von 100 ein Extraleben.

### Minispiele
Donkey Kong: Jungle Climber verfügt über sechs Minispiele, die in einer eigenen Rubrik von Candy Kong präsentiert werden. Dabei sind die einzelnen Minispiele in je vier Fässer eingeteilt, die in aufsteigender Reihenfolge freigeschaltet werden: Fass 1 ist dabei von Anfang an spielbar, weist nur einen geringen Schwierigkeitsgrad auf und es müssen am wenigsten Punkte erzielt werden. Schafft man dieses, so wird Fass 2 freigeschaltet, in dem der Schwierigkeitsgrad erhöht wird und in dem die benötigten Punkte steigen. Nach erfolgreichem Abschluss dieses Fasses ist schlussendlich Fass 3 auswählbar, welches den höchsten Schwierigkeitsgrad aufweist und welches für einen Sieg die höchsten Punktzahlen fordert. Letztlich ist nach einem Obsiegen in allen drei Fässern ein {\displaystyle \infty }-Fass spielbar, in welchem das jeweilige Minispiel so lange läuft, bis der Spieler einen Fehler begeht; es wird sodann ein Highscore gespeichert. In jedem der Fässer wird nach dem Ende ein Rang angezeigt, der die Leistung bewertet. Dieser reicht von „D“ (schwächster Rang) bis zu „AAA“ (bester Rang).
Die jeweiligen Minispielarten werden je nach Fortschritt im Abenteuer nach und nach freigegeben. Als erstes Minispiel ist Rollpanik spielbar, bei dem Hindernisse übersprungen werden müssen, was einen bestimmten Punktewert gutschreibt. Als zweites Minispiel ist Bananenfangen vorhanden, bei welchem von oben herabfallende Bananen eingefangen werden müssen, die je nach Größe und Farbe einem bestimmten Punktwert entsprechen. Es folgt das Wettklettern, bei dem ein vorgegebener Parcours als Erster absolviert werden muss. Bei dem vierten Minispiel Zerwerfen müssen Fässer mit Steinen getroffen und zerstört werden. Als fünftes Minispiel wird Orangenpflücken freigespielt, bei dem der Spieler möglichst viele in einem Spielfeld befindliche Orangen einsammeln muss. Letztlich ist das Schubfassrennen verfügbar; dort muss ein Rennen in einem Schubfass gewonnen werden, einem mit einem Raketenantrieb ausgestatteten Fass.

### Cheat-Modus
Donkey Kong: Jungle Climber verfügt über einen offiziell von Paon in das Spiel integrierten Cheat-Modus. Diese Cheats stehen dabei nicht von Anfang an zur Verfügung, sondern werden jeweils freigeschaltet, wenn je fünf DK-Münzen im Abenteuermodus gefunden wurden. Die Cheats sind nicht automatisch aktiv, sondern können im Menü „Extras“ im Cheat-Modus beliebig oft aktiviert beziehungsweise deaktiviert werden.
Als Cheats sind vorhanden:
- 5 DK-Münzen: „DK-Anzahl“ – Erhöht die Zahl der Anfangsleben nach einem Game over von 5 auf 20.
- 10 DK-Münzen: „Hammer-Power-Up“ – Verbessert die Schlagkraft des Hammers.
- 15 DK-Münzen: „Flügel-Power-Up“ – Verbessert die Eigenschaften der Flügel.
- 20 DK-Münzen: „Lötlampen-Power-Up“ – Verbessert die Brennaktivität der Lötlampe.
- 25 DK-Münzen: „Kristallsterne“ – Erhöht die maximale Anzahl von Kristallsternen von 3 auf 6.
- Zusatz: „Entwicklerpunktzahlen“ – Schafft man in einem Fass bei den Minispielen den Rang „AAA“, so werden dort die Punktwerte der Entwickler angezeigt.

## Hintergrund

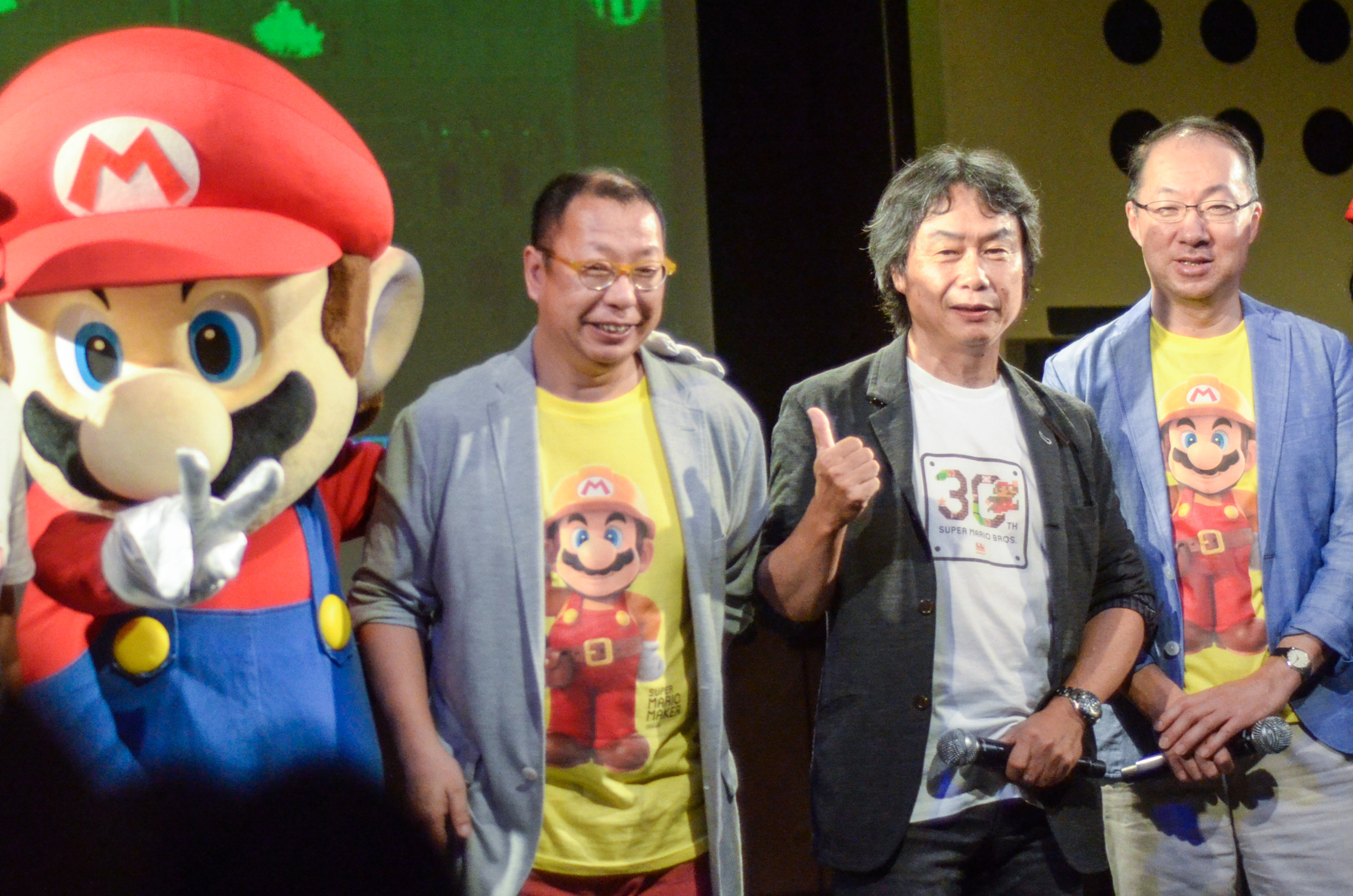
Takashi Tezuka (links), Shigeru Miyamoto (Mitte) und Kōji Kondō (rechts), die an der Entwicklung von Donkey Kong: Jungle Climber beteiligt waren

Donkey Kong: Jungle Climber erschien als Nachfolger des Game-Boy-Advance-Spiels Donkey Kong: King of Swing aus dem Jahr 2005. Dabei wurde das Spielkonzept im Wesentlichen übernommen, wenn auch erweitert.
Entwickelt wurde das Spiel von Paon, einem japanischen Hersteller von Videospielen. Das Entwicklerstudio war auch bereits für den Vorgänger Donkey Kong: King of Swing und den Donkey-Kong-Ableger Donkey Kong Jet Race verantwortlich. Als Directors der Spielentwicklung wurden Atsushi Kaneko und Masataka Sato eingesetzt, während der spätere Nintendo-Präsident Satoru Iwata als Executive Producer und Shigeru Miyamoto sowie Takashi Tezuka als Supervisor auftraten.
Als Sound Supervisor war Nintendo-Komponist Koji Kondo tätig. Die Musik wurde dabei größtenteils neu komponiert, teilweise basieren die Musikstücke aber auf dem von David Wise, Robin Beanland und Eveline Fischer komponierten Soundtrack von Donkey Kong Country DK Jamz und dem Soundtrack von Donkey Kong Country 2.
Am 6. August 2015 wurde Donkey Kong: Jungle Climber im eShop der Wii U als Virtual-Console-Spiel wiederveröffentlicht. Das Spiel ist dort für ein Entgelt von 9,99 € erwerbbar und kann mit dem Wii U GamePad gesteuert werden.

## Wertungen
Die Bewertungen von Donkey Kong: Jungle Climber befinden sich allesamt im oberen Bereich. Gelobt wurden insbesondere die Musik des Spiels und die gute Steuerungsmöglichkeit. Als Kritikpunkt wurde insbesondere der gerade zum Ende des Spiels hin stark ansteigende Schwierigkeitsgrad genannt.
Die Grafik des Spiels wurde von Kritikern unterschiedlich rezensiert. Einerseits wurde diese sehr positiv gewertet („fabulous“ – „fabelhaft“), bei anderen Kritiken war sie wiederum der wesentlichste Negativpunkt („erschreckend leblos und farbarm“):

„Overall, Jungle Climber is definitely one of the most unique Nintendo DS games available. Though it doesn't use the touchscreen at all, the game still feels a lot like a Nintendo DS game. The graphics are fabulous, the music is decent, and even the controls are good. Our only major complaint with Jungle Climber is that the game starts off a little too easy and then it gets really difficult. Other then that, Jungle Climber is a decent addition to anyone's Nintendo DS collection.“

„Jetzt werdet ihr euch vielleicht fragen, was denn nun der in der Einleitung angesprochene Rückschritt ist. Ganz einfach: Die Grafik! Während der Vorgänger noch auf simple, aber charmante Pixelgrafik setzt, vertraut Nintendo hier auf den Renderstil der Donkey Kong Country-Serie - der erschreckend leblos und farbarm wirkt! Interessanterweise werden die Affen in Nahaufnahme (z.B. im Tutorial) als echtzeitberechnete Polygonhaufen dargestellt - es mag die Frage gestattet sein, wieso man fürs eigentliche Spiel die schlechter animierten Anthropoiden gewählt hat“

## Anmerkung
1. ↑   In der offiziellen deutschen Spieleanleitung zu Donkey Kong: Jungle Climber wird besagte Figur – wie in der Originalversion des Spiels – Xananab genannt.